# Girly Air Force
Girly Air Force (яп. ガーリー・エアフォース Га:ри: эа фо:су, «Военно-воздушные девушки») — японская серия ранобэ от автора Кодзи Нацуми.
На основе книг была выпущена манга-адаптация c иллюстрациями Такахиро Сэгути. Главы манги публикуются в журнале Monthly Shōnen Ace с октября 2018 года. Адаптация в виде аниме была выполнена студией Satelight, премьерная трансляция проходила с января по март 2019 года.

## Сюжет
В 2015 году над территорией Центральной Азии обнаружен неопознанный объект. Этот летательный аппарат принадлежал внеземной цивилизации, позже названной Ксай, которая обладала колоссальным технологическим и военным превосходством над человечеством и тут же начала наносить удары по городам и структурам людей. Чтобы противостоять им, каждая страна начнет разрабатывать специальное оружие под названием «дочери». Два года спустя флот, направлявшийся из Китая в Японию, был атакован Ксай рядом с Шанхаем. Во время эвакуации на спасательной шлюпке, юноша по имени Кэй Нарутани становится свидетелем того, как красный истребитель успешно расправляется с агрессорами. Тем не менее, самолет несет урон и падает в море поблизости. Желая помочь не катапультировавшемуся пилоту, Кэй бросается в море и ему удаётся вплавь достичь самолета. Но когда он добирается до кабины и вскрывает ее, вместо здорового пилота в летном костюме, он видит перед собой миниатюрную, хрупкую девушку.

## Персонажи

### Люди
Кэй Нарутани (яп. 鳴谷慧 Нарутани Кэй) — юноша, желающий отомстить Ксай за смерть матери. Жил в Шанхае, но был эвакуирован во время первого налета Ксай. Во время эвакуации корабль был атакован, но на помощь пришла Грипен, вдохновившая Кея стать пилотом. В конце боя, истребитель упал в море, а парень выпрыгнул из спасательной шлюпки, желая вытащить пилота. Так произошло его заочное знакомство с потерявшей сознание Грипен.
Сэйю: Рёта Осака
Минхоа Сон (яп. ソンミン・ホア Сон Минхоа) — Подруга детства Кея из Китая, которая потеряла своих родителей во время хаотической эвакуации из Шанхая. Она влюбилась в Кея и считает себя его девушкой, но так как она никогда не говорила ему о своих чувствах, Кей рассматривает ее как сестру.
Сэйю: Линн
Уильям Шанкл (яп. ウィリアム・シャンケル Уириаму Сянкэру) — ученый из DARPA, отвечающий за американские проекты борьбы с Ксай. Раньше работал вместе с Хасиодори, соперничает с ним. Создал единственную удавшуюся Аниму Америки — Райно, но в дальнейшем решил разрабатывать принципиально новый проект. Ясиодори критикует его за его «неверное» отношение к Анима, как к простым программам, созданным служить людям. Однако, тот все же демонстрирует некую «человечность», к примеру уча непоседливую Райно этикету.
Сэйю:
Харука Яcиодори (яп. やよどどり遥 Яёдодори Харука) — ведущий ученый JASDF, отвечающий за реинжиниринг технологий Ксай и разработчик системы Анима. Из-за эмоционального эффекта, который Кей оказывает на Грипен, постоянно называет его «Принц Очаровательный» (王子 さ ま одзи-сама). Курильщик, постоянно и демонстративно курит у знаков «Курение запрещено». Старается выглядеть суровым, черствым человеком науки, (высмеивает «детские игры в свидания» Кея с Грипен) однако с более чем академическим интересом наблюдает за развитием своих «подопечных», в критический момент предлагает Кею схватить Грипен и бежать с ней.
Сэйю:

### Анима
Грипен (яп. グリペン Гурипэн) — Розоволосая Анима, летающая на шведском грипене JAS 39. Она страдает от врожденного эмоционального дефекта, который оставляет ее рассеянной и лишенной чувства цели. Поначалу не может бодрствовать дольше пары часов, после чего теряет сознание. Формирует эмоциональную связь с Кеем, которую обнаруживает ее руководитель. Таким образом Кей оказывается вовлечен в проект, становится напарником Грипен и дает ей мотивацию сражаться, сближаясь с ней и уча «обычной жизни», о которой сама девочка ничего не знает. Самая миниатюрная и неспортивная из всех, хотя обладает отменным аппетитом. Обустроила себе некое «убежище» под крылом старого истребителя Зеро, стоящего в заброшенном выставочном ангаре. Желая выразить свои чувства к Кею, научилась вязать и связала ему шарф.
Сэйю: Юка Морисима
Орёл (яп. イーグル Игуру) — F-15J-ANM Eagle, позывной «Барби 2». Блондинка Анима, бойкая и немного инфантильная. Называет своего создателя «папочкой», любит обниматься. Непринужденна и весела даже в бою. Весьма талантлива и хвастлива. Вызвала Призрак на дуэль, когда та насмехалась над ее навыками, проиграла. Самая высокая, фигуристая и спортивная из всех.
Сэйю: Хитоми Овада
Призрак (яп. ファントム Фантому) — Phantom II, позывной «Барби 3». Зеленоволосая(натуральный цвет — брюнетка) Анима, холодная и сдержанная. Обладает наибольшим боевым опытом из всей тройки, из-за чего смотрит на остальных свысока и, поначалу, отказывается идти с ними в бой. Специализируется на РЭБ. Считая своей главной целью спасение Земли, была готова пожертвовать Японией, объясняя тем, что «140 миллионов — всего 1,2 % от 7.5 миллиардов», которые она должна защитить. В дальнейшем, потерпев поражение в тренировочном бою, меняет отношение к товарищам. Так как была первой Анимой Японии, лучше остальных знакома с «обычным миром»: самостоятельно приезжает на поезде из другого города, шутит над Кеем на тему интимных связей. После «оттаивания», предлагает Кею летать с ней. Больше остальных раздумывает о роли проекта Анима и ее месте в мире.
Сэйю: Сиори Идзава
Змея 0 (яп. バイパーゼロ Байпазеро) — Mitsubishi F-2, Анима-хамелеон, внешность которой зависит от того, с кем она взаимодействует. Кей, перед встречей поссорившийся с Мин, принял ее за подругу, так как переживал из-за ссоры. Не говорит. Общалась с Кеем, печатая текст в окне SMS на смартфоне. Грипен называет ее «извращенкой» из-за вооружения ее F-2. Любит наряжаться в броско-девичьи наряды, типа цветастых кружевных платьев.
Сэйю:
Рино (яп. ライノ Райно) -
Сэйю:
Вельдт (яп. ベルクト Рафуару) -
Сэйю:

## Медиа

### Ранобэ
Кодзи Нацуми опубликовал первый роман с иллюстрациями Асаги Тасаки под издательством ASCII Media Works, в журнале «Dengeki Bunko» в 2014 году.
| № | Дата публикации     | ISBN                   |
| - | ------------------- | ---------------------- |
| 1 | 10 сентября 2014 г. | ISBN 978-4-04-866862-0 |
| 2 | 10 марта 2015 г.    | ISBN 978-4-04-869187-1 |
| 3 | 10 июня 2015 г.     | ISBN 978-4-04-865195-0 |
| 4 | 10 ноября 2015 г.   | ISBN 978-4-04-865502-6 |
| 5 | 10 марта 2016 г.    | ISBN 978-4-04-865810-2 |
| 6 | 9 июля 2016 г.      | ISBN 978-4-04-892188-6 |
| 7 | 8 октября 2016 г.   | ISBN 978-4-04-892391-0 |
| 8 | 10 ноября 2017 г.   | ISBN 978-4-04-893479-4 |
| 9 | 9 июня 2018 г.      | ISBN 978-4-04-893875-4 |

### Манга
На основе книг была выпущена манга-адаптация c иллюстрациями Такахиро Сэгути. Главы манги публикуются в журнале Monthly Shōnen Ace с октября 2018 года.

### Аниме
1 июня 2018 года была анонсирована адаптация в формате аниме-сериала от студии Satelight. Режиссер Оно Катсуми, за сценарий отвечает Нагаи Синго, дизайн персонажей создает Тору Иманиси, за дизайн меха взялся Хироюки Тайга, за музыку отвечает «I’ve Sound».